# Môtier
Môtier (toponimo francese) è una frazione del comune svizzero di Mont-Vully, nel Canton Friburgo (distretto di Lac).

## Storia
Môtier nel 1830 è stata unita alle altre località di Guévaux (in parte), Joressant, Lugnorre e Mur, corrispondenti all'antica Seigneurie de Lugnorre, per formare il comune di Vully-le-Haut (dal 1977 Haut-Vully), il quale a sua volta il 1º gennaio 2016 è stato accorpato all'altro comune soppresso di Bas-Vully per formare il nuovo comune di Mont-Vully.

## Monumenti e luoghi d'interesse

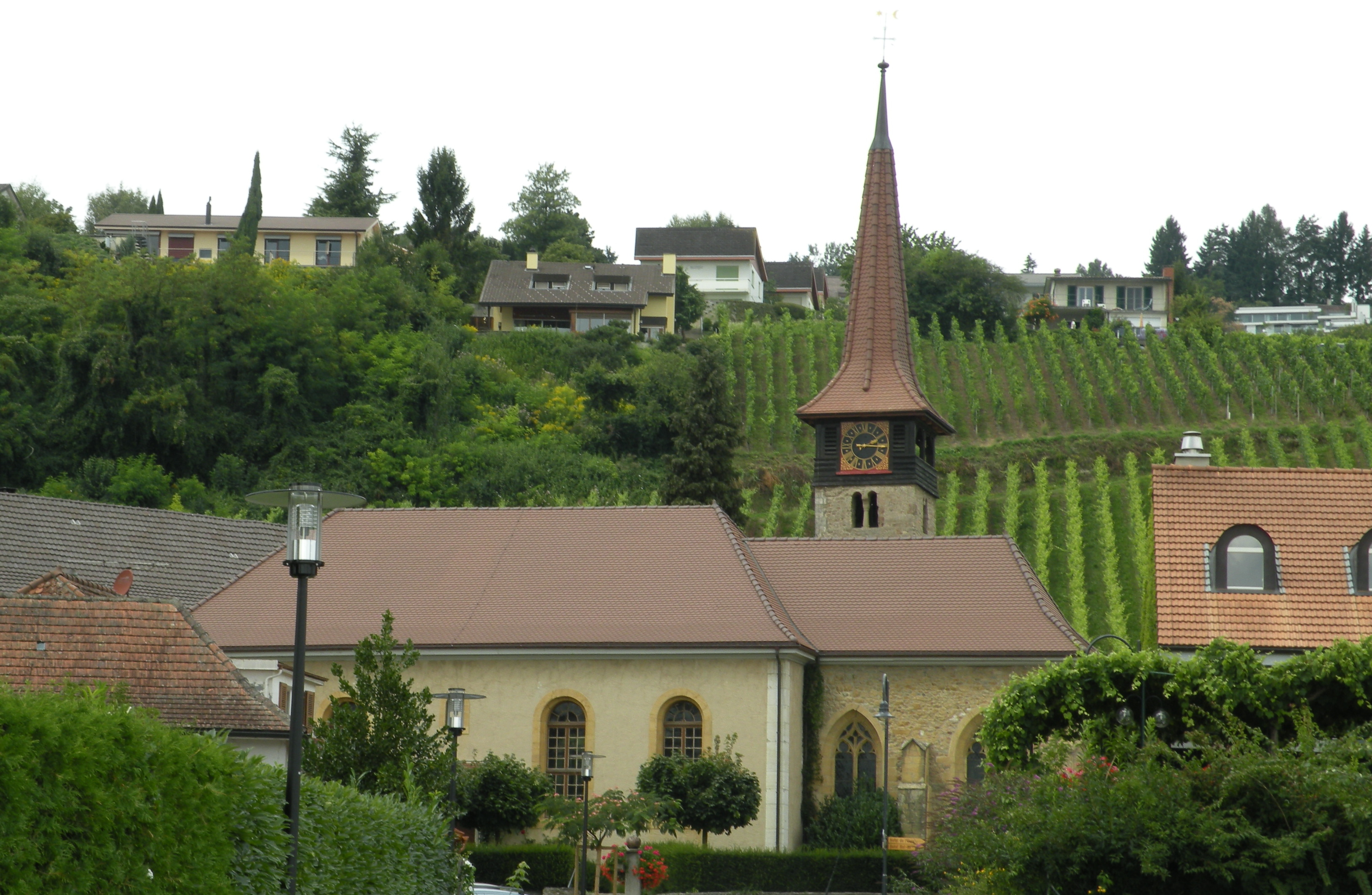
La chiesa riformata

- Chiesa riformata (già di San Pietro), eretta nel Basso Medioevo e ricostruita nel XVI secolo e nel 1824[1].

## Società

### Evoluzione demografica
L'evoluzione demografica è riportata nella seguente tabella:
Abitanti censiti